# T-pose

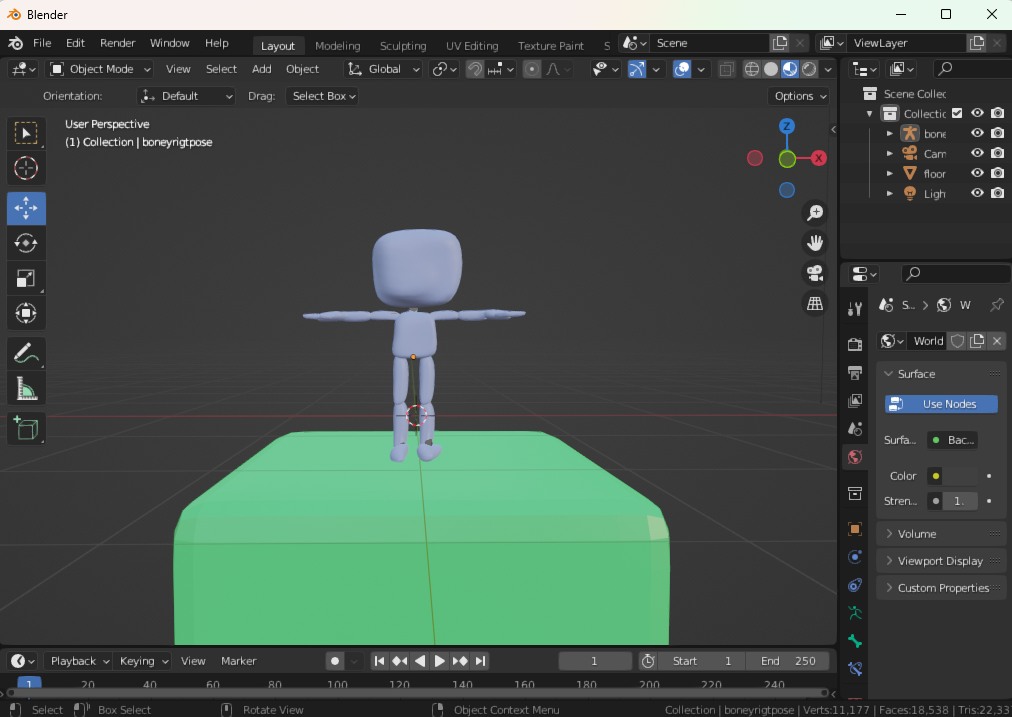
Esempio di un modello in posa a T in Blender 3D

Nell'animazione digitale, la T-pose (posa a T) è la posizione predefinita per lo scheletro digitale di un modello 3D prima che sia animato.

## Utilizzo
La T-pose viene spesso utilizzata come posizione predefinita dei modelli nei software di animazione digitale per poter essere successivamente manipolati.
Al di fuori di questo, la T-pose viene tipicamente utilizzata per segnalare i modelli le cui animazioni non sono ancora completate, in particolare nei videogiochi in 3D. In alcuni programmi per la motion capture, l'attore nella tuta deve assumere una posa a T prima che possa iniziare la cattura del movimento.